# Voksne mennesker
Voksne mennesker er en dansk film fra 2005.
- Manuskript Rune Schjøtt og Dagur Kári.
- Instruktion Dagur Kári.

Blandt de medvirkende kan nævnes:
- Jacob Cedergren
- Nicolas Bro
- Morten Suurballe
- Nicolaj Kopernikus
- Bodil Jørgensen
- Anders Hove
- Kristian Halken
- Michelle Bjørn-Andersen
- Asta Esper Andersen